# Los españoles pintados por sí mismos
Los españoles pintados por sí mismos est une compilation d'archétypes costumbristes du XIXe siècle espagnol.
Écrit par les principaux auteurs romantiques de leur époque, cet ouvrage est publié à Madrid par le libraire et éditeur Ignacio Boix (es) en deux volumes, en 1843 et 1844. Il a été réimprimé en un seul volume en 1851 dans la série de la Biblioteca ilustrada de Gaspar y Roig (es).
Cette œuvre collégiale constituée de 98 articles et d'une brève introduction réunit des journalistes, des écrivains, des essayistes, des critiques et des intellectuels parmi lesquels Manuel Bretón de los Herreros (es), Antonio Ferrer del Río (es), Pedro de Madrazo y Kuntz, Francisco Navarro Villoslada, Fermín Caballero (es), Jacinto de Salas y Quiroga (es) et Ángel de Saavedra, ainsi que des pseudonymes célèbres tels que « Curioso parlante », « El Solitario (es) » et « Abenámar (es) » (comme artificier de la revue du même nom). Vicente Llorens Castillo observe que « le genre costumbriste culmine avec Los españoles pintados por sí mismos. Le moins que l'on puisse dire, c'est que l'augmentation de la diffusion de l'article de coutumes tout au long de la période romantique est d'autant plus visible de par sa variété en se présentant ici sous forme de livre collectif — mais sans que ce changement ne signifie l'apogée ou le dépassement de sa qualité littéraire. Si on compare la plupart de ces tableaux avec ceux qu'ont tracé Estébanez, Mesonero sans parler de Larra, ces derniers peuvent bel et bien être considérés comme inférieurs. »

## Un livre illustré
Los españoles pintados por sí mismos a été illustré d'une collection de xylographies, une technique qui évoluera en Espagne avec les graveurs de la période romantique ; chaque article dispose de son illustration, signée par Francisco Lameyer y Berenguer ou Calixto Ortega, avec la collaboration du peintre Leonardo Alenza. À mi-chemin entre l'étude ethnographique (qui reflète les modes vestimentaires de l'époque) et la caricature, certains dessins suggèrent l'influence des caprichos de Goya.

## Archétypes représentatifs

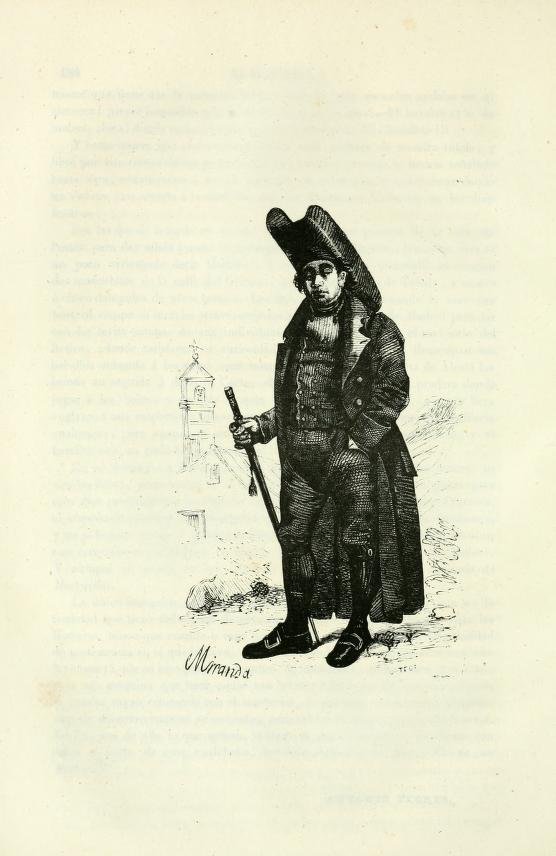
El clérigo de misa y olla, dans l'édition 1843, dessiné par et gravé par Calixto Ortega.

Dans la plupart des portraits de personnages madrilènes, est également incluse une collection d'archétypes sévillans et une poignée d'articles généraux sur de écrivains, lettrés et autres spécimens du monde littéraire,. Bien que peu nombreux en combaraison avec les masculins, les types féminins sont notables.
Parmi les personnages les plus cités ou les plus curieux, il faut mentionner El hortera (es) (« le ringard », œuvre de Antonio Flores (es) ; El Cesante ; El Ama de Llaves (« le maître des clés », de Juan Eugenio Hartzenbusch ; El seise (es) de la Catedral de Sevilla (de Juan José Bueno y Leroux (es)) ; ou les portraits de métiers que Bretón de los Herreros a consacré à La Castañera (es) ou La Lavandera.

## Modèles et séquelles
L'ouvrage s'inspire d'un précédent français, Les français peint par eux-mêmes, publié entre 1840 et 1842.
La publication de Los españoles pintados por sí mismos et son succès commercial entraînent des séquelles comme El álbum del bello sexo o las mujeres pintadas por sí mismas (1843), qui n'a été publié qu'en deux éditions, l'une d'elles ayant été composée par Gertrudis Gómez de Avellaneda et l'autre par Antonio Flores (es) ; Los cubanos pintados por sí mismos (1852), Los mexicanos pintados por sí mismos (1854) ; Los valencianos pintados por sí mismos (1859), Las españolas pintadas por los españoles (es) (1871-1872), pour lequel ont collaboré Ramón de Campoamor et Benito Pérez Galdós ; Las mujeres españolas, portuguesas y americanas (en trois tomes : 1872, 1873, 1876), et d'autres. Les dernières créations de ce genre dignes d'être mentionnées sont Los españoles de ogaño (es) (1872), avec une nouvelle collection de types madrilènes, et El álbum de Galicia. Tipos, costumbres y leyendas (1897).